# بخش المهولت
بخش المهولت (به سوئدی: Älmhults kommun) یک ناحیه شهری در سوئد است که در شهرستان کرونوبری واقع شده‌است.